# Férfi kézilabdatorna a 2017. évi nyári európai ifjúsági olimpiai fesztiválon
A 2017. évi nyári európai ifjúsági olimpiai fesztiválon a férfi kézilabda-mérkőzéseket július 24. és 29. között rendezték Győrben, az Audi Arénában.

## Érmesek
| A 2017. évi nyári európai ifjúsági olimpiai fesztivál érmesei férfi kézilabdában | A 2017. évi nyári európai ifjúsági olimpiai fesztivál érmesei férfi kézilabdában | A 2017. évi nyári európai ifjúsági olimpiai fesztivál érmesei férfi kézilabdában | A 2017. évi nyári európai ifjúsági olimpiai fesztivál érmesei férfi kézilabdában |
| --- | --- | --- | -------------------------------------------------------------------------------- |
| Arany | Ezüst | Bronz |                                                                                  |
| Németország · Johannes Jepsen · Jaris Tobeler · Loris Kotte · Moritz Hom · Alexander Reimann · Lars Meereis · Juri Knorr · Veit Mavers · Niklas Trumpf · Lukas Diedrich · Merlin Fuss · Tolga Durmaz · Ian Weber · Aron Krai · Robin Danneberg | Szlovénia · Luka Logar · Jernej Drobez · Tilen Grobelnik · Domen Tajnik · Peter Sisko · Brin Cimerman · Matic Kosec · Domen Makuc · Teo Jezernik · Jaka Plut · Jost Jurican · Lan Grbic · Timotej Grmsek · Tadej Kljun · Nik Rantah | Horvátország · Fran Lucin · Duje Dzaja · Matija Starcevic · Antonio Barbic · Ante Ivankovic · Fran Mileta · Jan Koler · Veron Načinović · Stipe Puric · Karpo Sirotic · Patrik Martinovic · Ivan Leskovic · Marin Sincic · Gianfranco Pribetic · Ivan Filipovic |                                                                                  |

## Csoportkör

### A csoport
| Csapat       | M | Gy | D | V | G+ | G- | Gk  | P |
| ------------ | - | -- | - | - | -- | -- | --- | - |
| Németország  | 3 | 3  | 0 | 0 | 92 | 66 | +26 | 6 |
| Horvátország | 3 | 1  | 1 | 1 | 67 | 75 | –8  | 3 |
| Magyarország | 3 | 1  | 0 | 2 | 74 | 88 | –14 | 2 |
| Dánia        | 3 | 0  | 1 | 2 | 76 | 80 | –4  | 1 |

| 2017. július 24. 14:10 | Horvátország     | 22 – 22     | Dánia           | Audi Aréna Győr, Győr, Magyarország · Nézőszám: 300 · Játékvezetők: Stefan Ivanovic, Marko Vujisic · MNE |
| 2017. július 24. 14:10 | Ante Ivankovic 7 | (11 – 11)   | Simon Pytlick 7 | Audi Aréna Győr, Győr, Magyarország · Nézőszám: 300 · Játékvezetők: Stefan Ivanovic, Marko Vujisic · MNE |
| 2017. július 24. 14:10 | 4× 3×            | Jegyzőkönyv | 3× 2×           | Audi Aréna Győr, Győr, Magyarország · Nézőszám: 300 · Játékvezetők: Stefan Ivanovic, Marko Vujisic · MNE |

| 2017. július 24. 16:10 | Németország  | 34 – 21     | Magyarország                | Audi Aréna Győr, Győr, Magyarország · Nézőszám: 400 · Játékvezetők: Ziga Buric, Anton Lovric SLO |
| 2017. július 24. 16:10 | Juri Knorr 9 | (15 – 11)   | Tóth Péter 4 Bálint Bence 4 | Audi Aréna Győr, Győr, Magyarország · Nézőszám: 400 · Játékvezetők: Ziga Buric, Anton Lovric SLO |
| 2017. július 24. 16:10 | 5× 2×        | Jegyzőkönyv | 2× 3×                       | Audi Aréna Győr, Győr, Magyarország · Nézőszám: 400 · Játékvezetők: Ziga Buric, Anton Lovric SLO |

| 2017. július 25. 14:10 | Magyarország     | 24 – 26     | Horvátország  | Audi Aréna Győr, Győr, Magyarország · Nézőszám: 360 · Játékvezetők: Jaap Klompers, Koen Stobbe NED |
| 2017. július 25. 14:10 | Szép-Kis Kevin 7 | (12 – 14)   | Fran Mileta 6 | Audi Aréna Győr, Győr, Magyarország · Nézőszám: 360 · Játékvezetők: Jaap Klompers, Koen Stobbe NED |
| 2017. július 25. 14:10 | 3× 4×            | Jegyzőkönyv | 8× 3×         | Audi Aréna Győr, Győr, Magyarország · Nézőszám: 360 · Játékvezetők: Jaap Klompers, Koen Stobbe NED |

| 2017. július 25. 16:10 | Dánia                 | 26 – 29     | Németország   | Audi Aréna Győr, Győr, Magyarország · Nézőszám: 700 · Játékvezetők: Ziga Buric, Anton Lovric SLO |
| 2017. július 25. 16:10 | Mathias R. Campbell 8 | (14 – 16)   | Veit Mavers 8 | Audi Aréna Győr, Győr, Magyarország · Nézőszám: 700 · Játékvezetők: Ziga Buric, Anton Lovric SLO |
| 2017. július 25. 16:10 | 3× 2×                 | Jegyzőkönyv | 4× 3×         | Audi Aréna Győr, Győr, Magyarország · Nézőszám: 700 · Játékvezetők: Ziga Buric, Anton Lovric SLO |

| 2017. július 26. 14:10 | Dánia            | 28 – 29     | Magyarország   | Audi Aréna Győr, Győr, Magyarország · Nézőszám: 370 · Játékvezetők: Stefan Ivanovic, Marko Vujisic MNE |
| 2017. július 26. 14:10 | Simon Pytlick 10 | (16 – 18)   | Bálint Bence 7 | Audi Aréna Győr, Győr, Magyarország · Nézőszám: 370 · Játékvezetők: Stefan Ivanovic, Marko Vujisic MNE |
| 2017. július 26. 14:10 | 6× 2×            | Jegyzőkönyv | 6× 4×          | Audi Aréna Győr, Győr, Magyarország · Nézőszám: 370 · Játékvezetők: Stefan Ivanovic, Marko Vujisic MNE |

| 2017. július 26. 16:10 | Horvátország  | 19 – 29     | Németország  | Audi Aréna Győr, Győr, Magyarország · Nézőszám: 360 · Játékvezetők: Iulian Ionut Ghita, Theodor-Sebastian ROU |
| 2017. július 26. 16:10 | Fran Mileta 5 | (8 – 18)    | Juri Knorr 7 | Audi Aréna Győr, Győr, Magyarország · Nézőszám: 360 · Játékvezetők: Iulian Ionut Ghita, Theodor-Sebastian ROU |
| 2017. július 26. 16:10 | 5× 3×         | Jegyzőkönyv | 4× 3×        | Audi Aréna Győr, Győr, Magyarország · Nézőszám: 360 · Játékvezetők: Iulian Ionut Ghita, Theodor-Sebastian ROU |

### B csoport
| Csapat        | M | Gy | D | V | G+ | G- | Gk  | P |
| ------------- | - | -- | - | - | -- | -- | --- | - |
| Szlovénia     | 3 | 3  | 0 | 0 | 79 | 68 | +11 | 6 |
| Franciaország | 3 | 2  | 0 | 1 | 91 | 81 | +10 | 4 |
| Izland        | 3 | 1  | 0 | 2 | 93 | 88 | +5  | 2 |
| Spanyolország | 3 | 0  | 0 | 3 | 72 | 98 | –26 | 0 |

| 2017. július 24. 18:10 | Franciaország       | 35 – 25     | Spanyolország          | Audi Aréna Győr, Győr, Magyarország · Nézőszám: 350 · Játékvezetők: Jaap Klompers, Koen Stobbe NED |
| 2017. július 24. 18:10 | Baptiste Damatrin 9 | (17 – 11)   | David Roca Rodriguez 5 | Audi Aréna Győr, Győr, Magyarország · Nézőszám: 350 · Játékvezetők: Jaap Klompers, Koen Stobbe NED |
| 2017. július 24. 18:10 | 7× 3× 1×            | Jegyzőkönyv | 3× 3×                  | Audi Aréna Győr, Győr, Magyarország · Nézőszám: 350 · Játékvezetők: Jaap Klompers, Koen Stobbe NED |

| 2017. július 24. 20:10 | Szlovénia      | 27 – 26     | Izland            | Audi Aréna Győr, Győr, Magyarország · Nézőszám: 500 · Játékvezetők: Altmar Kristóf, Horváth Márton HUN |
| 2017. július 24. 20:10 | Domen Makuc 14 | (11 – 11)   | Dagur Gautason 11 | Audi Aréna Győr, Győr, Magyarország · Nézőszám: 500 · Játékvezetők: Altmar Kristóf, Horváth Márton HUN |
| 2017. július 24. 20:10 | 6× 3×          | Jegyzőkönyv | 7× 3× 1×          | Audi Aréna Győr, Győr, Magyarország · Nézőszám: 500 · Játékvezetők: Altmar Kristóf, Horváth Márton HUN |

| 2017. július 25. 18:10 | Izland              | 31 – 34     | Franciaország                      | Audi Aréna Győr, Győr, Magyarország · Nézőszám: 380 · Játékvezetők: Iulian Ionut Ghita, Theodor-Sebastian ROU |
| 2017. július 25. 18:10 | Haukur Prastarson 9 | (17 – 19)   | Sadou Ntanzi 8 Baptiste Damatrin 8 | Audi Aréna Győr, Győr, Magyarország · Nézőszám: 380 · Játékvezetők: Iulian Ionut Ghita, Theodor-Sebastian ROU |
| 2017. július 25. 18:10 | 4× 2×               | Jegyzőkönyv | 7× 1×                              | Audi Aréna Győr, Győr, Magyarország · Nézőszám: 380 · Játékvezetők: Iulian Ionut Ghita, Theodor-Sebastian ROU |

| 2017. július 25. 20:10 | Spanyolország            | 20 – 27     | Szlovénia     | Audi Aréna Győr, Győr, Magyarország · Nézőszám: 340 · Játékvezetők: Altmar Kristóf, Horváth Márton HUN |
| 2017. július 25. 20:10 | Adrian Casqueiro Lopez 7 | (10 – 14)   | Domen Makuc 7 | Audi Aréna Győr, Győr, Magyarország · Nézőszám: 340 · Játékvezetők: Altmar Kristóf, Horváth Márton HUN |
| 2017. július 25. 20:10 | 2× 3×                    | Jegyzőkönyv | 6× 2×         | Audi Aréna Győr, Győr, Magyarország · Nézőszám: 340 · Játékvezetők: Altmar Kristóf, Horváth Márton HUN |

| 2017. július 26. 18:10 | Spanyolország         | 27 – 36     | Izland            | Audi Aréna Győr, Győr, Magyarország · Nézőszám: 410 · Játékvezetők: Lovro Kasunic, Saso Nikolovski CRO |
| 2017. július 26. 18:10 | Juan Palomino Moron 4 | (13 – 16)   | Dagur Gautason 10 | Audi Aréna Győr, Győr, Magyarország · Nézőszám: 410 · Játékvezetők: Lovro Kasunic, Saso Nikolovski CRO |
| 2017. július 26. 18:10 | 6× 2×                 | Jegyzőkönyv | 5× 2×             | Audi Aréna Győr, Győr, Magyarország · Nézőszám: 410 · Játékvezetők: Lovro Kasunic, Saso Nikolovski CRO |

| 2017. július 26. 20:10 | Franciaország  | 22 – 25     | Szlovénia      | Audi Aréna Győr, Győr, Magyarország · Nézőszám: 500 · Játékvezetők: Jaap Klompers, Koen Stobbe NED |
| 2017. július 26. 20:10 | Sadou Ntanzi 5 | (13 – 11)   | Domen Tajnik 7 | Audi Aréna Győr, Győr, Magyarország · Nézőszám: 500 · Játékvezetők: Jaap Klompers, Koen Stobbe NED |
| 2017. július 26. 20:10 | 5× 3×          | Jegyzőkönyv | 5× 3×          | Audi Aréna Győr, Győr, Magyarország · Nézőszám: 500 · Játékvezetők: Jaap Klompers, Koen Stobbe NED |

## Az 5–8. helyért
| 2017. július 28. 13:10 | Magyarország   | 24 – 26     | Spanyolország                 | Audi Aréna Győr, Győr, Magyarország · Nézőszám: 400 · Játékvezetők: Ziga Buric, Anton Lovric SLO |
| 2017. július 28. 13:10 | Bálint Bence 7 | (9 – 11)    | Isidoro Martinez Llamazares 7 | Audi Aréna Győr, Győr, Magyarország · Nézőszám: 400 · Játékvezetők: Ziga Buric, Anton Lovric SLO |
| 2017. július 28. 13:10 | 6× 3×          | Jegyzőkönyv | 4× 2×                         | Audi Aréna Győr, Győr, Magyarország · Nézőszám: 400 · Játékvezetők: Ziga Buric, Anton Lovric SLO |

| 2017. július 28. 15:25 | Dánia            | 29 – 26     | Izland           | Audi Aréna Győr, Győr, Magyarország · Nézőszám: 670 · Játékvezetők: Stefan Ivanovic, Marko Vujisic MNE |
| 2017. július 28. 15:25 | Emil W. Madsen 6 | (17 – 11)   | Dagur Gautason 9 | Audi Aréna Győr, Győr, Magyarország · Nézőszám: 670 · Játékvezetők: Stefan Ivanovic, Marko Vujisic MNE |
| 2017. július 28. 15:25 | 2×               | Jegyzőkönyv | 5× 3×            | Audi Aréna Győr, Győr, Magyarország · Nézőszám: 670 · Játékvezetők: Stefan Ivanovic, Marko Vujisic MNE |

### A 7. helyért
| 2017. július 29. 09:40 | Magyarország                | 29 – 24     | Izland              | Audi Aréna Győr, Győr, Magyarország · Nézőszám: 210 · Játékvezetők: Iulian Ionut Ghita, Theodor-Sebastian ROU |
| 2017. július 29. 09:40 | Czakó Áron 6 Bálint Bence 6 | (17 – 11)   | Haukur Prastarson 6 | Audi Aréna Győr, Győr, Magyarország · Nézőszám: 210 · Játékvezetők: Iulian Ionut Ghita, Theodor-Sebastian ROU |
| 2017. július 29. 09:40 | 5× 2×                       | Jegyzőkönyv | 3× 4×               | Audi Aréna Győr, Győr, Magyarország · Nézőszám: 210 · Játékvezetők: Iulian Ionut Ghita, Theodor-Sebastian ROU |

### Az 5. helyért
| 2017. július 29. 11:55 | Spanyolország                  | 28 – 29     | Dánia           | Audi Aréna Győr, Győr, Magyarország · Nézőszám: 180 · Játékvezetők: Ziga Buric, Anton Lovric SLO |
| 2017. július 29. 11:55 | Isidoro Martinez Llamazares 12 | (15 – 16)   | Simon Pytlick 8 | Audi Aréna Győr, Győr, Magyarország · Nézőszám: 180 · Játékvezetők: Ziga Buric, Anton Lovric SLO |
| 2017. július 29. 11:55 | 4× 3×                          | Jegyzőkönyv | 4× 3×           | Audi Aréna Győr, Győr, Magyarország · Nézőszám: 180 · Játékvezetők: Ziga Buric, Anton Lovric SLO |

## Elődöntők
| 2017. július 28. 17:40 | Németország   | 24 – 14     | Franciaország       | Audi Aréna Győr, Győr, Magyarország · Nézőszám: 750 · Játékvezetők: Altmar Kristóf, Horváth Márton HUN |
| 2017. július 28. 17:40 | Veit Mavers 7 | (14 – 8)    | Baptiste Damatrin 4 | Audi Aréna Győr, Győr, Magyarország · Nézőszám: 750 · Játékvezetők: Altmar Kristóf, Horváth Márton HUN |
| 2017. július 28. 17:40 | 4× 2×         | Jegyzőkönyv | 3× 3×               | Audi Aréna Győr, Győr, Magyarország · Nézőszám: 750 · Játékvezetők: Altmar Kristóf, Horváth Márton HUN |

| 2017. július 28. 19:55 | Horvátország  | 24 – 33     | Szlovénia         | Audi Aréna Győr, Győr, Magyarország · Nézőszám: 790 · Játékvezetők: Iulian Ionut Ghita, Theodor-Sebastian ROU |
| 2017. július 28. 19:55 | Fran Mileta 7 | (12 – 17)   | Tilen Grobelnik 6 | Audi Aréna Győr, Győr, Magyarország · Nézőszám: 790 · Játékvezetők: Iulian Ionut Ghita, Theodor-Sebastian ROU |
| 2017. július 28. 19:55 | 11× 3×        | Jegyzőkönyv | 2× 2×             | Audi Aréna Győr, Győr, Magyarország · Nézőszám: 790 · Játékvezetők: Iulian Ionut Ghita, Theodor-Sebastian ROU |

## Bronzmérkőzés
| 2017. július 29. 14:15 | Franciaország       | 26 – 28     | Horvátország  | Audi Aréna Győr, Győr, Magyarország · Nézőszám: 410 · Játékvezetők: Jaap Klompers, Koen Stobbe NED |
| 2017. július 29. 14:15 | Baptiste Damatrin 7 | (14 – 14)   | Fran Mileta 6 | Audi Aréna Győr, Győr, Magyarország · Nézőszám: 410 · Játékvezetők: Jaap Klompers, Koen Stobbe NED |
| 2017. július 29. 14:15 | 5× 3×               | Jegyzőkönyv | 8× 4×         | Audi Aréna Győr, Győr, Magyarország · Nézőszám: 410 · Játékvezetők: Jaap Klompers, Koen Stobbe NED |

## Döntő
| 2017. július 29. 16:30 | Németország     | 29 – 26     | Szlovénia     | Audi Aréna Győr, Győr, Magyarország · Nézőszám: 710 · Játékvezetők: Stefan Ivanovic, Marko Vujisic MNE |
| 2017. július 29. 16:30 | Jaris Tobeler 5 | (14 – 15)   | Matic Kosec 6 | Audi Aréna Győr, Győr, Magyarország · Nézőszám: 710 · Játékvezetők: Stefan Ivanovic, Marko Vujisic MNE |
| 2017. július 29. 16:30 | 3× 3×           | Jegyzőkönyv | 4× 3×         | Audi Aréna Győr, Győr, Magyarország · Nézőszám: 710 · Játékvezetők: Stefan Ivanovic, Marko Vujisic MNE |

## Végeredmény
| Helyezés | Nemzet        | M | Gy | D | V | Rg | Kg | Gk | P |
| -------- | ------------- | - | -- | - | - | -- | -- | -- | - |
| Arany    | Németország   | 5 | 0  | 0 | 0 | 0  | 0  | 0  | 0 |
| Ezüst    | Szlovénia     | 5 | 0  | 0 | 0 | 0  | 0  | 0  | 0 |
| Bronz    | Horvátország  | 5 | 0  | 0 | 0 | 0  | 0  | 0  | 0 |
| 4.       | Franciaország | 5 | 0  | 0 | 0 | 0  | 0  | 0  | 0 |
|          |               |   |    |   |   |    |    |    |   |
| 5.       | Dánia         | 5 | 0  | 0 | 0 | 0  | 0  | 0  | 0 |
| 6.       | Spanyolország | 5 | 0  | 0 | 0 | 0  | 0  | 0  | 0 |
| 7.       | Magyarország  | 5 | 0  | 0 | 0 | 0  | 0  | 0  | 0 |
| 8.       | Izland        | 5 | 0  | 0 | 0 | 0  | 0  | 0  | 0 |